# William White (obispo)
William White (4 de abril de 1748 – 17 de julio de 1836) fue el primer y cuarto Obispo Presidente de la Iglesia episcopal en los Estados Unidos (1789; 1795–1836), el primer obispo de la Diócesis Episcopal de Pensilvania (1787–1836), y el segundo Capellán del Senado de los Estados Unidos (nombrado el 9 de diciembre de 1790). También se desempeñó como primer y cuarto Presidente de la Cámara de Diputados de la Convención General de la Iglesia Episcopal (1785, 1789).

## Educación y ordenación
Nacido en Filadelfia, White comenzó su educación en el College of Philadelphia (que más tarde fue conocido como la Universidad de Pensilvania), obteniendo su B.A. en 1765 y su A.M. aproximadamente tres años después. En 1770, zarpó hacia Inglaterra en el barco Britannia, para su ordenación como diácono por Philip Yonge, Obispo de Norwich (pero con la autorización de Richard Terrick, Obispo de Londres), que tuvo lugar en la Chapel Royal en el St James's Palace el 23 de diciembre de 1770. Posteriormente regresó a Inglaterra en dos ocasiones: una vez en 1772, para ser ordenado sacerdote (nuevamente en la Chapel Royal, por Terrick el 17 de abril), y otra vez en 1787, cuando fue consagrado obispo el 4 de febrero en la Lambeth Palace Chapel por John Moore, Arzobispo de Canterbury; William Markham, Arzobispo de York; Charles Moss, Obispo de Bath y Wells; y John Hinchliffe, Obispo de Peterborough. En 1781, tras estudios teológicos adicionales, recibió un grado de Doctor en Teología de la Universidad de Pensilvania.

### Consagradores
John Moore, Arzobispo de Canterbury
William Markham, Arzobispo de York
Charles Moss, Obispo de Bath y Wells
John Hinchliffe, Obispo de Peterborough
William White fue el segundo]] obispo consagrado para la Iglesia Episcopal de los Estados Unidos. Samuel Seabury, de Connecticut, fue el primero, consagrado en 1784 en Aberdeen, Escocia.

## Ministerio
Rector de St. Peter's y de Christ Church durante 57 años, White también sirvió como Capellán del Congreso Continental de 1777 a 1789, y posteriormente como Capellán del Senado de los Estados Unidos.
Aunque era un clérigo anglicano (episcopal) que había jurado lealtad al rey en su ceremonia de ordenación, White, como todos menos uno de sus colegas anglicanos en Filadelfia, apoyó la causa revolucionaria estadounidense. Después de la guerra, White escribió The Case of The Episcopal Churches in the United States Considered, un panfleto que estableció el pensamiento fundacional de la naciente Iglesia Episcopal. Entre las innovaciones que propuso (y que fueron finalmente adoptadas) estuvo la inclusión de laicos en los órganos de toma de decisiones de la iglesia. Así, en la Convención General fundacional de la Iglesia Episcopal en 1785, la Cámara de Diputados estaba compuesta por miembros tanto laicos como del clero.
Tras su consagración en Inglaterra, White ayudó a crear un episcopado estadounidense, participando en la consagración de Thomas John Clagett como Obispo de Maryland en la Convención General de 1792, así como desempeñándose como el primer y cuarto Obispo Presidente de la Iglesia Episcopal (la segunda vez como el más antiguo de los obispos, como se convirtió en costumbre durante el siguiente siglo). White participó en la consagración de la mayoría de los obispos episcopales estadounidenses durante las dos primeras décadas del país. También ordenó a dos afroamericanos como diáconos y luego como sacerdotes, Absalom Jones de Filadelfia (en 1795 y 1804, respectivamente), y William Levington de Nueva York (quien se convirtió en misionero entre afroamericanos libres y esclavizados en el sur y fundó la Iglesia Episcopal de St. James en Baltimore hacia 1824).
Aunque White no viajó extensamente por su diócesis, apoyó a sacerdotes misioneros, entre ellos: Simon Wilmer, quien recorrió Pensilvania y Nueva Jersey y finalmente se estableció en lo que se convirtió en los suburbios de Maryland en Washington D. C.; William Meade, quien viajó extensamente por Virginia y finalmente se convirtió en su obispo, con White participando en su consagración; y Jackson Kemper, primero en Filadelfia por dos décadas, fundó la Society for the Advancement of Christianity y se convirtió en el primer obispo misionero de la Iglesia Episcopal. El anciano White hizo solo un viaje a las partes occidentales de su diócesis. En 1825 viajó con Kemper al oeste de Pensilvania confirmando a 212 personas y consagrando edificios en Pittsburgh, Brownsville y Greensburg. En ese viaje, con permiso de Richard Channing Moore, Obispo de Virginia, también visitó Wheeling, West Virginia en lo que mucho más tarde se convirtió en Virginia Occidental para confirmar feligreses y consagrar la Iglesia de St. Matthew.
White también tuvo un papel activo en la creación de varias instituciones benéficas y educativas, usualmente organizando a presbiterianos, metodistas y otros protestantes en esas empresas filantrópicas. En 1785, White fundó la Episcopal Academy, para educar a los hijos de los episcopales de Filadelfia y otros. En 1795, White recaudó fondos para crear una escuela (construida en la calle Race entre la 4.ª y la 5.ª) para niños negros y nativos americanos. También ayudó a crear una Sociedad de Magdalena en Filadelfia en 1800 para "mujeres infelices que han sido seducidas del camino de la virtud y desean regresar a una vida de rectitud." Esta fue la primera institución de este tipo en los Estados Unidos.
En 1820, White se unió a prominentes filántropos de Filadelfia que, en ese año, convencieron a la legislatura de Pensilvania para financiar la Pennsylvania Institution for the Deaf and Dumb, fundada por el rabino David G. Seixas, ahora conocida como la Pennsylvania School for the Deaf. White fue presidente de la escuela durante los siguientes 16 años. También ministró a los prisioneros de Filadelfia, convirtiéndose en el primer presidente de la Philadelphia Society for the Alleviation of Miseries of Public Prisons, que atrajo la participación de numerosos Cuáqueros.
No era conocido por su oratoria (sino por un ingenio sardónico y callado), White se ganó la estima de los habitantes de Filadelfia por su erudición y constantes obras caritativas, especialmente durante los múltiples brotes de fiebre amarilla en esa ciudad a lo largo de la década de 1790. White y su amigo y vecino Benjamin Rush fueron de los pocos ciudadanos prominentes que permanecieron para cuidar a los enfermos cuando muchos otros habitantes adinerados huyeron al campo.
A medida que White envejecía, organizar a su sucesor se volvió un asunto divisivo en la diócesis. Benjamin Allen llegó desde Virginia para liderar la congregación más evangélica de la diócesis, St. Paul's, y también fundó otra congregación, St. Andrew's, sin el permiso de White. White cuestionó ciertos aspectos del liderazgo laico en las reuniones de avivamiento. Allen y el partido evangélico eligieron a George Boyd para reemplazar al asistente de White, James Abercrombie, y a Allen en lugar de Kemper en el concilio diocesano. Cuando intentaron elegir a Meade como obispo coadjutor (obispo asistente con derecho de sucesión) en lugar del candidato preferido de White (Bird Wilson, profesor del General Theological Seminary pero canónicamente residente en Pensilvania), la convención diocesana terminó en un empate. En la siguiente Convención, Wilson se retiró de la contienda, al igual que Meade, y los delegados divididos finalmente seleccionaron a Henry Onderdonk (de Brooklyn, Nueva York; quien prefería las prácticas de la High Church pero también había revitalizado esa congregación).
White fue miembro de la American Philosophical Society, junto con muchos otros prominentes ciudadanos de Filadelfia, incluyendo a Benjamin Franklin, así como fideicomisario de la Universidad de Pensilvania desde 1774 hasta su muerte. Durante su mandato como fideicomisario, también se desempeñó como Tesorero (1775–1778) y Presidente (1790–1791) de la junta de fideicomisarios.

## Vínculos familiares y vida privada

Escudo de armas de William White

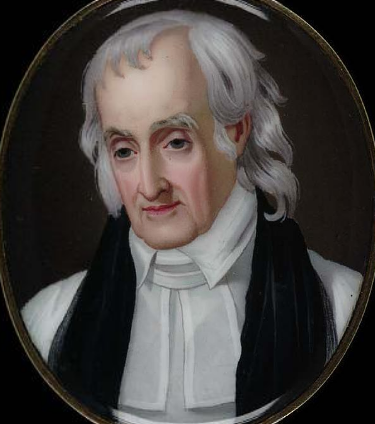
White hacia 1830

White estuvo casado con Mary Harrison (1750–1797). El padre de Mary, Henry Harrison, también había sido Alcalde de Filadelfia de 1762 a 1763. Los White tuvieron ocho hijos, de los cuales solo tres sobrevivieron hasta la adultez. Como viudo, White apoyó a siete de sus nietos. En 1813, la hija viuda del obispo, Elizabeth, llevó a sus dos hijas a vivir a la casa. Elizabeth, llamada "Betsy" por la familia, administró el hogar durante casi veinte años hasta su muerte en 1831. Tras la muerte del yerno e hija de White, Mary, White y Betsy acogieron a sus cinco nietos (por parte de Mary) en su hogar, donde vivieron durante los diez años previos a su fallecimiento.
La hermana menor de White, Mary, estaba casada con Robert Morris, conocido como el "Financiero de la Revolución" por conseguir fondos para la causa colonial.
El hogar de White incluía a un cochero afroamericano libre, llamado John, pero no poseía esclavos.
Un extenso obituario dedicado a White en la National Gazette and Literary Register lo describía así:
 ... [L]os deberes de las varias e importantes relaciones que mantenía con la sociedad eran desempeñados con corrección y suavidad inquebrantables; poseía el raro mérito de ganarse el respeto y amor de toda una comunidad a la que era un ornamento y una bendición. Su piedad era profunda y sincera; su andar humilde pero digno; sus conocimientos profundos; en su mente, el bienestar de la iglesia cristiana era siempre la consideración predominante ... Fue uno de esos ejemplos de virtud constante enviados a la tierra por la Divina providencia, como para demostrar cuán cerca del gran modelo de perfección se permite acercarse. 
White murió en su casa tras una larga enfermedad, conservando todas sus facultades mentales hasta el final. Fue enterrado en la bóveda familiar en el Christ Church Burial Ground el 20 de julio de 1836, junto a su cuñado, Robert Morris. El 23 de diciembre de 1870, sus restos fueron trasladados al presbiterio de Christ Church.

## Casa del Obispo White

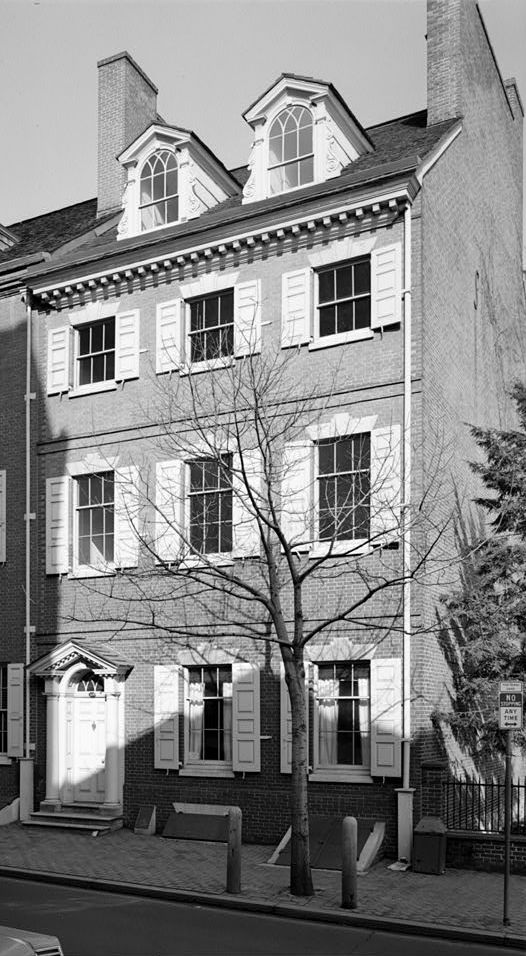
Casa del Obispo William White

Su hogar en el 309 de la calle Walnut en Filadelfia es hoy parte del Independence National Historical Park. Es notable, en parte, por ser una de las primeras casas en tener un "retrete" interior, en una época en que la mayoría de las letrinas se construían fuera de las casas. El prominente médico Benjamin Rush vivía al lado.
Una segunda Casa del Obispo White se encuentra en Old Mill Lane, en el Distrito Histórico de Rose Valley, Pennsylvania. White envió a su familia a esta casa en 1793, durante la epidemia de fiebre amarilla en Filadelfia. Aunque su familia vivió allí y él visitaba la casa, White generalmente permanecía en Filadelfia.

## Veneración
White es honrado con una festividad en el calendario litúrgico de la Iglesia episcopal y de la Iglesia anglicana en América del Norte el 17 de julio.

## Citas
En la respuesta de White del 15 de agosto de 1835 al Coronel Mercer de Fredericksburg, Virginia, escribe:
Con respecto al tema de su consulta, la verdad me obliga a decir que el General Washington nunca recibió la comunión en las iglesias de las cuales soy el ministro parroquial. La Sra. Washington era una comulgante habitual ... Muchos me han escrito sobre ese punto, y me he visto obligado a responderles como ahora lo hago con usted.
Esta carta es una de las muchas pruebas que se citan frecuentemente en apoyo de las creencias deístas o incluso ateas de Washington. Aunque Washington nunca recibió la comunión allí, asistió regularmente a los servicios en Christ Church durante unos 25 años.